# El Magharia
El Magharia è un comune dell'Algeria, situato nella provincia di Algeri.

## Geografia fisica
El Magharia (anticamente Les frères Leveillez) è situata a circa 6 km a sud-est di Algeri.

## Origini del nome
Il suo nome esatto è El Maqquaria o El Makkaria, dal nome di Al-Maqqari, il cui vero nome era Abu Abbas Ahmed Ibn Mohamed el Maqquari, un noto storico algerino nato nel 1591 nella regione di Tlemcen e morto al Cairo nel 1632.

## Storia
Il comune è stato creato nel 1984, quando faceva parte del comune di Hussein Dey. Durante l'epoca coloniale era conosciuto come Leveilley.

## Cultura

### Istruzione
Il comune include 9 scuole primarie pubbliche, 4 collegi di insegnamento medio pubblico (CEM), un liceo pubblico e un'opera architettonica che ospita un'appendice dell'Università di Algeri, sede della Facoltà di Scienze Islamiche.

## Infrastrutture e trasporti
- El Magharia è servita dalla stazione Haï El Badr della metropolitana di Algeri, oltre che dalla stazione Mer Et Soleil (al confine col comune di Hussein Dey).
- Inoltre, è attraversata dalla rete tranviaria di Algeri, con la stazione di Tripoli-Maqqaria e la stazione di Caroubier.
- Stazione ferroviaria di Caroubier della SNTF.
- Stazione degli autobus ETUSA presso la stazione della metropolitana di Haï El Badr: linee 18, 45, 47, 66, 67, 74, 81, 96.
- Autobus, fermata Kharouba (Caroubier) sulla boulevard de l'ALN (ex route Montagniere).